# 몽면가왕
《몽면가왕》은 2015년에 중국에서 방송된 블라인드 노래 경연 프로그램이다.